# ワシントン郡 (ミシシッピ州)
ワシントン郡（英: Washington County）は、アメリカ合衆国ミシシッピ州の西部、ミシシッピ・デルタ地域に位置する郡である。人口は4万4922人（2020年）。郡庁所在地はグリーンビルであり、同郡で人口最大の都市である。郡名は、初代アメリカ合衆国大統領ジョージ・ワシントンに因んで名付けられた。
ワシントン郡はその全体でグリーンビル都市圏を構成している。

## 地理
アメリカ合衆国国勢調査局に拠れば、郡域全面積は761.26平方マイル (1,971.7 km2)であり、このうち陸地723.99平方マイル (1,875.1 km2)、水域は37.27平方マイル (96.5 km2)で水域率は4.90%である。

### 主要高規格道路
- アメリカ国道82号線
- アメリカ国道61号線
- アメリカ国道278号線
- ミシシッピ州道1号線
- ミシシッピ州道12号線

### 空港
グリーンビル市が所有するミッドデルタ地域空港が郡内の未編入領域にある。

### 隣接する郡
- ボリバー郡 - 北
- サンフラワー郡 - 北東
- ハンフリーズ郡- 東
- シャーキー郡 - 南東
- イサケナ郡 - 南
- チコット郡 (アーカンソー州) - 西
- デシェイ郡 (アーカンソー州) - 北西

### 国立保護地域
- ホルト・コリア国立野生生物保護区
- セオドア・ルーズベルト国立野生生物保護区（部分）
- ヤズー国立野生生物保護区

## 人口動態
以下は2000年国勢調査による人口統計データである。
| 基礎データ - 人口: 62,977人 - 世帯数: 22,158 世帯 - 家族数: 15,931 家族 - 人口密度: 34人/km2（87人/mi2） - 住居数: 24,381軒 - 住居密度: 13軒/km2（34軒/mi2） 人種別人口構成 - 白人: 33.97% - アフリカン・アメリカン: 69.57% - ネイティブ・アメリカン: 0.09% - アジア人: 0.53% - 太平洋諸島系: 0.02% - その他の人種: 0.25% - 混血: 0.57% - ヒスパニック・ラテン系: 0.84% 先祖による構成 - アフリカ系：69.57% - イギリス系：21.4% - スコットランド系：8.2% - スコットランド・アイルランド系：3.1% 年齢別人口構成 - 18歳未満: 31.5% - 18-24歳: 10.1% - 25-44歳: 26.5% - 45-64歳: 20.5% - 65歳以上: 11.5% - 年齢の中央値: 32歳 - 性比（女性100人あたり男性の人口） - 総人口: 87.7 - 18歳以上: 80.3 | 世帯と家族（対世帯数） - 18歳未満の子供がいる: 36.3% - 結婚・同居している夫婦: 40.6% - 未婚・離婚・死別女性が世帯主: 26.0% - 非家族世帯: 28.1% - 単身世帯: 24.6% - 65歳以上の老人1人暮らし: 10.0% - 平均構成人数 - 世帯: 2.80人 - 家族: 3.35人 収入と家計 - 収入の中央値 - 世帯: 25,757米ドル - 家族: 30,324米ドル - 性別 - 男性: 28,266米ドル - 女性: 20,223米ドル - 人口1人あたり収入: 13,430米ドル - 貧困線以下 - 対人口: 29.2% - 対家族数: 24.9% - 18歳未満: 38.4% - 65歳以上: 24.6% |

## 都市と町

### 都市
- グリーンビル - 郡庁所在地
- ホランデール
- リーランド

### 町
- アーコラ
- メトカーフ

### 未編入の町
| - エイボン - バーデット - チャザム - エリザベス | - グレンアレン - マーフィ - ストーンビル | - トリベット - ウェイサイド - ウィンタービル |

## 教育
郡内の公共教育は下記4つの教育学区が管轄している。
- グリーンビル公共教育学区
- リーランド教育学区
- ホランデール教育学区
- ウェスタンライン教育学区

私立学校としては以下の4校がある。
- ディアクリーク学校、アーコラ
- グリーンビル・クリスチャン学校
- セントジョゼフ・カトリック高校、グリーンビル
- ワシントン学校、グリーンビル

隣接するレフロア郡内未編入領域、グリーンウッド市に近いピロー・アカデミーには、ワシントン郡からも幾らかの生徒が入学している。昔は人種分離学校だった。